# Медведа (река)
Медведа (рус. Медведа) река је на северозападу европског дела Руске Федерације. Протиче преко источних делова Новгородске области, односно преко територије Хвојњанског рејона. Притока је Ракитинског језера преко чије отоке реке Пес је повезана са басеном реке Волге и Каспијског језера. Често се сматра природним продужетком реке Пес.
Укупна дужина водотока је 45 km, док је површина сливног подручја 440 km².